# Xin yu guang qu
Xin yu guang qu (新渔光曲S, Xīn yú guāng qūP, lett. "La nuova canzone dei pescatori") è un film del 1941 diretto da Tu Guangqi.
È il primo remake del classico del cinema muto Yu guang qu (1934) di Cai Chusheng e si tratta del primo film da protagonista dell'attrice Wang Danfeng, allora diciassettenne.